# Хосе Антоніо Кастро
Хосе Антоніо Кастро (ісп. José Antonio Castro González, нар. 11 серпня 1980, Мехіко) — мексиканський футболіст, що грав на позиції захисника.
Виступав, зокрема, за «Америку», а також національну збірну Мексики.

## Клубна кар'єра
Вихованець футбольної академії столичної «Америки». За основну команду він дебютував у сезоні 2000/01 в поєдинку проти «Леона». У перших двох сезонах, Хосе Антоніо отримував трохи ігрового часу і повноцінним гравцем стартового складу став тільки в 2002 році. Він демонстрував відмінну форму в матчах чемпіонату сезону 2002 і допоміг «Америці» виграти Верано. Сезон Клаусури 2005 знов став для Кастро успішним, причому він і Гільєрмо Очоа взяли участь у всіх матчах чемпіонату. У сезоні Клаусури 2008 після відходу з клубу Дауліо Давіно, Хосе Антоніо був обраний віце-капітаном, а його партнер Херман Вілья став капітаном команди.
Сезон видався невдалий і захисник був виставлений на трансфер, але охочих платити завищену суму не знайшлося, тому Кастро перейшов у УАНЛ Тигрес на правах оренди. 18 січня 2009 року в матчі проти «Пачуки» Кастро дебютував за новий клуб. 15 березня того ж року в поєдинку проти «Індіос» Хосе Антоніо забив свій перший гол за «тигрів».
У кінці 2010 року він вирішив покинути клуб і прийняв запрошення «Некакси». 8 січня 2011 року в матчі проти «Хагуарес Чьяпас» Хосе Антоніо дебютував в новому клубі. Кастро нечасто виходив на поле, тому вирішив змінити команду в кінці 2011 року. Новим клубом захисника став «Естудіантес Текос», але і там він провів лише 11 матчів, і вже наприкінці сезону перебрався в «Сан-Луїс». 22 липня 2012 року в поєдинку проти «Сантос Лагуна» Кастро дебютував у новому клубі.
На початку 2013 року Хосе Антоніо перейшов в «Атланте». 6 січня в матчі проти «Пачуки» він дебютував за нову команду. За клуб Кастро зіграв 4 матчі.
У 2014 році він приєднався до «Атлетіко Сан-Луїс», але так і не дебютувавши за команду, вирішив завершити кар'єру.

## Виступи за збірну
4 лютого 2003 року дебютував в офіційних іграх у складі національної збірної Мексики у товариському матчі проти збірної Аргентини.
У складі збірної був учасником чемпіонату світу 2006 року у Німеччині. На турнірі він зіграв у матчах проти збірних Португалії та Аргентини.
У 2007 році Кастро завоював срібні медалі Золотого Кубка КОНКАКАФ. На турнірі він зіграв у матчі проти збірної Куби. У тому ж році Хосе зайняв третє місце на Кубку Америки у Венесуелі. На турнірі він зіграв у матчах проти команд Бразилії та Чилі.
У 2009 році Кастро виграв Золотий кубок КОНКАКАФ. На турнірі він зіграв у матчах проти збірних збірних Коста-Рики, Нікарагуа, Панами, Гваделупи, Гаїті та США. У поєдинку проти американців Хосе забив свій перший та єдиний гол за національну команду.
15 жовтня 2009 року він зіграв свій останній матч за національну команду, проти збірної Тринідаду і Тобаго в рамках відбіркового турніру чемпіонату світу 2010 року. Протягом кар'єри у національній команді, яка тривала 8 років, провів у формі головної команди країни 34 матчі, забивши 1 гол.

### Голи за збірну Мексики
| #  | Дата               | Місце                              | Суперник | Рахунок | Результат | Змагання                    |
| -- | ------------------ | ---------------------------------- | -------- | ------- | --------- | --------------------------- |
| 1. | 26 липня 2009 року | «Джаєнтс Стедіум», Нью-Джерсі, США | США      | 4:0     | 5:0       | Золотий кубок КОНКАКАФ 2009 |

## Досягнення

### Клубні
- Чемпіон Мексики: Верано 2002, Клаусура 2005
- Переможець Ліги чемпіонів КОНКАКАФ: 2006
- Володар Суперкубка Мексики: 2005
- Володар Кубка Гігантів: 2001

### Збірна
- Володар Золотого кубка КОНКАКАФ: 2009
- Срібний призер Золотого кубка КОНКАКАФ: 2007
- Бронзовий призер Кубка Америки: 2007

### Індивідуальні
- Найкращий крайній захисник чемпіонату Мексики: Апертура 2005